# Ab Normaal
Ab Normaal is een fictief Nederlands konijn met een eigen komisch televisieprogramma dat vanaf 2001 in eerste instantie te zien was op Yorin, toen op RTL 5, vervolgens op V8 en vanaf eind 2002 op Veronica. Het figuur werd bedacht door Frank Timmer. In het voorjaar van 2007 keerde Ab Normaal terug op Tien. Halverwege 2010 was een herhaling van Ab Normaal te zien op Comedy Central. In 2002 zond het Vlaamse VT4 een eigen versie van Ab Normaal uit. Ab staat bekend als 'de moppenkoning van Nederland'.
Ab is een roze konijn met een grote mond. Veel van zijn grappen zijn seksueel getint. Ab Normaal is gebaseerd op het karakter uit de strip Stamgasten van Toon van Driel. Bekende uitspraken van Ab zijn onder andere: "Attelenooie" en "Ik heb een hele vieze, ranzige, smerige mop voor je". Hij gebruikt altijd het werkwoord 'nilfisken' of 'snorkelen' als hij in werkelijkheid 'pijpen' bedoelt en 'knallen' of 'sporten' als hij in werkelijkheid 'neuken' bedoelt. Enkele 'synoniemen' die hij gebruikt voor 'vagina' zijn 'liefdesgrot', 'broodje warm vlees', 'archiefkast' en 'Velsertunnel' en enkele 'synoniemen' die hij gebruikt voor 'penis' zijn 'stinkzwam', 'staafmixer' en 'brandblusser'. Zijn vader heeft een nog grotere mond en flapt alle seksueel getinte woorden er altijd uit, alle 'synoniemen' die zijn zoon gebruikt ziet hij als 'watjesbenamingen'. De naam Ab Normaal is afgeleid van het woord abnormaal.
Hij werd in elke uitzending bijgestaan door zijn vriendin Beverly, door hem steevast Bev genoemd. Zij werd gespeeld door Jennifer van Groeningen. De stem van Ab Normaal en zijn vader werden verzorgd door Wiebe Hartog.
Wegens verandering van doelgroep bij Veronica stopte het programma in 2003 op die zender. In 2007 maakte Ab Normaal zijn rentree op de televisie. Hij was de presentator in het televisieprogramma Komt een man bij de dokter op de tv-zender Tien. Datzelfde jaar werd de zender overgenomen door RTL Nederland en veranderde de zendernaam in RTL 8.
Vanaf februari 2011 was Ab Normaal op maandag, woensdag en vrijdag om 7.45 uur te horen in het ochtendradioprogramma PK@Veronica van Patrick Kicken. In februari 2012 was Ab Normaal weer te zien op de televisie op TV73.

## Discografie

### Albums
| Album met eventuele hitnotering(en) in de Nederlandse Album Top 100 | Datum van verschijnen | Datum van binnenkomst | Hoogste positie | Aantal weken | Opmerkingen |
| ------------------------------------------------------------------- | --------------------- | --------------------- | --------------- | ------------ | ----------- |
| Bev en andere lekkere stukken                                       |                       |                       |                 |              |             |

Inmiddels zijn de afleveringen van Ab op Comedy Central.

### Singles
| Single met eventuele hitnotering(en) in de Nederlandse Top 40 | Datum van verschijnen | Datum van binnenkomst | Hoogste positie | Aantal weken | Opmerkingen           |
| ------------------------------------------------------------- | --------------------- | --------------------- | --------------- | ------------ | --------------------- |
| Kleine blonde Mariandel                                       | 2001                  |                       |                 |              | Samen met Rob Ronalds |
| Schudden met je tieten                                        | 2002                  |                       |                 |              | Als Pa Normaal        |